# Darren Sutherland
Darren John Sutherland (18. dubna 1982, Dublin, Irsko – 14. září 2009, Bromley, Londýn, Spojené království) byl irský profesionální boxer.

## Amatérská kariéra
Úspěchy na amatérské úrovni začal sbírat rokem 2005. Třikrát získal titul šampiona irské oblasti Leinster a třikrát získal také irský titul, když vždy ve finále porazil Darrena O’Neilla.
V roce 2005 se zúčastnil Světového amatérského šampionátu a v roce 2007 na té samé akci získal stříbrnou medaili. Má také dvě zlaté medaile ze šampionátů Evropské unie.
Největší úspěch přišel s rokem 2008, kdy získal bronzovou medaili na olympiádě v Pekingu. Poté prohlásil, že to byl jeho poslední zápas na amatérské úrovni.

## Profesionální kariéra
V roce 2008 podepsal kontrakt s promotérem Frankem Maloneyem. První čtyři zápasy na této úrovni vyhrál, debut si odbyl 18. prosince 2008 v Dublinu.

## Smrt
Dne 14. září 2009 se oběsil. Byl nalezen ve svém bytě v Bromley svým promotérem Frankem Maloneym.